# Парціальний порядок реакції
Парціальний порядок реакції (англ. partial order of reaction) — показник степеня, з яким концентрація реактанту входить у диференціальне рівняння для швидкості реакції, називається також порядком реакції по цьому реактанту.
V = k[A]α[B]β,
де V — швидкість реакції, k — константа чи коефіцієнт швидкості, α та β — парціальні порядки реакції по А та В, відповідно.
Для елементарної реакції — відповідає стехіометричному числу відповідного реактанту, є цілим додатнім числом. Тоді загальний порядок реакції відповідає її молекулярності. Для багатостадійних реакцій нема такого зв'язку між стехіометричними числами й парціальними порядками.